# Richard Trevithick
Richard Trevithick (Illogan, Cornualla (Gran Bretanya), 13 d'abril de 1771 - Dartford, Kent, 22 d'abril de 1833) fou un inventor anglès.
Va néixer a Illogan, Cornualla (Gran Bretanya), el 1771. De petit estava més interessat en esports que en l'escola i destacava per la seva força i alçada.
Trevithick va començar a treballar amb el seu pare a les mines on de seguida va demostrar ser bon enginyer i va fer algunes millores en els aparells de la mina.
Trevithick també va començar a experimentar amb la idea de construir una locomotora de vapor. Al principi va fer algun projecte petit, on posava metall molt calent a la caldera i aquesta aconseguia la pressió per generar una mica de moviment del tren.
El 1801 va aconseguir construir a Camborne una locomotora de carretera que podia portar 8 persones, es va fer famosa amb el nom de “Puffinng Devil” (Diable que fa pufs). Aquesta locomotora però només podia fer petits trajectes a causa de la impossibilitat de produir vapor.
Després de tots els problemes Travithick va viatjar a Londres, on construeix el London Steam Carriage per 10 passatgers, i va ser criticat per James Watt, que denunciava les seves investigacions com a molt perilloses i amb alt risc d'explosió. Això va fer que des del govern se li prohibissin les investigacions.
Finalment però, va trobar inversors i va poder seguir investigant, el 1804, va construir la primera locomotora de la història que corria satisfactòriament per carrils, aquesta locomotora ja complia amb el disseny bàsic de totes les locomotores de vapor, s'anomenava “Penydarren” funcionava amb un pistó, podia portar 10 tones i 70 homes feia un trajecte de 14,5 km i arribava a la velocitat de 8 km/h. Aquesta locomotora només va fer 3 viatges, ja que cada vegada el seu alt pes trencava les vies, això li va fer perdre els inversors.
Finalment, després de més intents fallats a causa del descarrilament de les locomotores (el més important va ser la locomotora “catch me who can” amb la qual va crear un circ a la plaça Euston de Londres, que també va haver de tancar a causa del descarrilament del tren) va treballar a l'Amèrica del sud d'enginyer i propietari de mines.
Va morir en l'extrema pobresa el 22 d'abril de 1833 a Bull in, Dartford, Anglaterra tot i el reconeixement com a font d'inspiració d'inventors com George Stephenson.